# Változó világ
A Változó világ (eredeti cím: Fast Times at Ridgemont High) 1982-ben bemutatott amerikai dráma-filmvígjáték, melyet Amy Heckerling rendezett (rendezői debütálásaként) Cameron Crowe forgatókönyvéből, az 1981-es Fast Times at Ridgemont High: A True Story című könyv alapján.
A film egy tanév krónikája a másodéves Stacy Hamilton (Jennifer Jason Leigh) és Mark Ratner (Brian Backer), valamint idősebb barátaik, Linda Barrett (Phoebe Cates) és Mike Damone (Robert Romanus) életéből, akik mindketten bölcsebbnek hiszik magukat a romantika terén, mint fiatalabb társaik. Az együttes szereplőgárda két mellékszálat alkot: Jeff Spicoli (Sean Penn), az örökké betépett szörfös, aki szembenéz a történelemtanár Mr. Handdel (Ray Walston), és Stacy idősebb bátyja, Brad (Judge Reinhold), a végzős, aki kezdő munkákat végez, hogy kifizesse az autóját, és azon gondolkodik, véget vessen-e kétéves kapcsolatának barátnőjével, Lisával (Amanda Wyss).
Penn, Reinhold, Cates és Leigh mellett a filmben feltűnik később sztárrá vált több színész is, köztük Nicolas Cage, Eric Stoltz, Forest Whitaker és Anthony Edwards (az első kettő számára ez a játékfilmes debütálás).
2005-ben a filmet a Kongresszusi Könyvtár beválasztotta az Egyesült Államok Nemzeti Filmnyilvántartásába mint „kulturális, történelmi vagy esztétikai szempontból jelentős” alkotást.
A filmet az Amerikai Egyesült Államokban 1982. augusztus 13-án mutatta be a Universal Pictures. Magyarországon DVD-n jelent meg szinkronizálva.

## Cselekmény
Dél-kaliforniai középiskolások egy csoportja élvezi az élet legfontosabb témáit: a szexet, a drogokat és a rock n' rollt.

## Szereplők
| Szerep                | Színész              | Magyar hang          |
| --------------------- | -------------------- | -------------------- |
| Jeff Spicoli          | Sean Penn            | Bartucz Attila       |
| Stacy Hamilton        | Jennifer Jason Leigh | Roatis Andrea        |
| Brad Hamilton         | Judge Reinhold       | Bozsó Péter          |
| Mike Damone           | Robert Romanus       | Lippai László        |
| Mark 'Rat' Ratner     | Brian Backer         | Weil Róbert          |
| Linda Barrett         | Phoebe Cates         | Somlai Edina         |
| Mr. Hand              | Ray Walston          | Konrád Antal         |
| Arnold                | Scott Thomson        | Molnár Levente       |
| Mr. Vargas            | Vincent Schiavelli   | Kiss József          |
| Lisa                  | Amanda Wyss          | Orosz Anna           |
| Ron Johnson           | D.W. Brown           | Sótonyi Gábor        |
| Charles Jefferson     | Forest Whitaker      | Csík Csaba Krisztián |
| Cindy                 | Kelli Maroney        | Simonyi Piroska      |
| Dennis Taylor         | Tom Nolan            | F. Nagy Zoltán       |
| Pat Bernardo          | Blair Tefkin         |                      |
| Spicoli haverja       | Eric Stoltz          | Vári Attila          |
| Jefferson öccse       | Stanley Davis, Jr.   | Szokol Péter         |
| Rabló                 | James Russo          | Sótonyi Gábor        |
| Greg                  | James Bolt           |                      |
| Brad haverja          | Nicolas Cage         |                      |
| Igazgatóhelyettes     | Reginald Farmer      | Végh Ferenc          |
| Spicoli haverja       | Anthony Edwards      | Seder Gábor          |
| Dina Phillips         | Pamela Springsteen   |                      |
| Kalózkirály           | Stuart Cornfeld      | Wohlmuth István      |
| Üzletember            | Sonny Carl Davis     | Bácskai János        |
| Brad haverja          | Michael Wyle         |                      |
| Desmond               | David Price          |                      |
| Curtis Spicoli        | Patrick Brennan      |                      |
| Pincérnő a pizzázóban | Julie Guilmette      |                      |
| Pincérnő a pizzázóban | Shelly O'Neill       |                      |
| Önmaga                | Stu Nahan            | Rudas István         |
| Dr. Brandt            | Duane Tucker         |                      |
| Dr. Miller            | Martin Brest         | Anger Zsolt          |
| Dühös iker            | Douglas Brian Martin | Anger Zsolt          |
| Dühös iker            | Steven M. Martin     | Anger Zsolt          |
| Pizzás srác           | Taylor Negron        |                      |

További kisebb szerepekben feltűnik Martin Brest, aki nem sokkal később a megasiker Beverly Hills-i zsaru című filmet rendezte; Stu Nahan sportközvetítő saját magát alakítja; Taylor Negron, mint pizzafutár; Pamela Springsteen, Bruce nővére; Lana Clarkson, Phil Spector majdani gyilkossági áldozatok; Anthony Edwards, a Vészhelyzet című sikersorozat későbbi sztárja; Crowe későbbi felesége, Nancy Wilson a Heart együttesből; és Stuart Cornfeld producer, aki Az elefántember és a Világtörténelem – 1. kötet producere volt.

## A film készítése

### Előkészületek
A film egy könyv alapján készült, amelyet Crowe a kaliforniai San Diegóban, a Claremont High Schoolban töltött egy éve után írt. 1981-ben jelent meg a Fast Times at Ridgemont High: A True Story című könyve, amely a gimnáziumról és az ott összebarátkozott diákokról szól, köztük az akkori diákról, Andy Rathbone-ról, akiről Mark „Rat” Ratner karakterét mintázták.

### Szereplőválogatás
Ez volt Nicolas Cage debütáló szerepe; Brad egyik meg nem nevezett munkatársát alakította az All-American Burgerben, akit „Nicolas Coppola” néven jegyeztek fel. Ez volt Eric Stoltz filmes debütálása is egyben, valamint Anthony Edwards és Forest Whitaker első szereplései is. Crowe leendő felesége, Nancy Wilson cameoszerepben jelenik meg filmben, mint a „gyönyörű lány az autóban”, aki egy közlekedési lámpánál történő megállás során kineveti Bradet a Hook kapitány egyenruhájában. Brad Hamilton szerepére Tom Hanks is szóba került. Justine Batemannek felajánlották Linda Barrett szerepét, de ő visszautasította, hogy a Családi kötelékek című filmben játszhasson. Matthew Brodericknek felajánlották Jeff Spicoli szerepét, de elutasította. Jodie Foster-t szóba hozták Stacy Hamilton szerepére.

## Fordítás
- Ez a szócikk részben vagy egészben  a   Fast Times at Ridgemont High című angol Wikipédia-szócikk fordításán alapul.  Az eredeti cikk szerkesztőit annak laptörténete sorolja fel. Ez a jelzés csupán a megfogalmazás eredetét és a szerzői jogokat jelzi, nem szolgál a cikkben szereplő információk forrásmegjelöléseként.